# Rodni identitet
Rodni identitet (eng. gender identity) podrazumijeva osobni osjećaj vlastitog roda. Rodni identitet može odgovarati osobi pri rođenju dodijeljenom spolu ili se može razlikovati od njega. Rodno izražavanje obično odražava čovjekov rodni identitet, ali to nije uvijek slučaj. Iako se osoba može ponašati u skladu s određenom rodnom ulogom, ili imati takve stavove i izgled, takvo izražavanje ne mora nužno odražavati njezin rodni identitet. Izraz rodni identitet izvorno je smislio Robert J. Stoller 1964.
Sva društva imaju skup rodnih kategorija koji mogu poslužiti kao osnova čovjekova samoidentiteta u odnosu na druge članove društva. U većini društava postoji osnovna podjela između rodnih atributa dodijeljenih muškarcima i ženama. To je rodna binarnost koje se pridržava većina ljudi i koja uključuje očekivanja muškosti i ženstvenosti u svim aspektima spola i roda: biološki spol, rodni identitet, i rodno izražavanje.  Neki se ljudi ne identificiraju s nekim ili sa svim aspektima roda dodijeljenog njihovom biološkom spolu; neki od tih ljudi su transrodni, nebinarni ili queer. Neka društva imaju trećorodne kategorije.
Spolni identitet obično se formira u dobi od tri godine, kada dijete sebe prepoznaje kao "muško" ili "žensko". Nakon treće godine života izuzetno ga je teško promijeniti, a pokušaji promjene mogu rezultirati rodnom disforijom. Vjeruje se da na njegovo stvaranje djeluju i biološki i društveni čimbenici..

## Dob formiranja
Postoji nekoliko teorija o tome kako i kada se oblikuje rodni identitet, a proučavanje predmeta je teško jer nedostatak govora kod djece zahtjeva od istraživača da pretpostavljaju na osnovu neizravnih dokaza. John Money sugerirao je da bi djeca mogla biti svjesna i pridavati određeno značenje rodu već u dobi od 18 mjeseci do dvije godine; Lawrence Kohlberg tvrdi da se rodni identitet formira tek u dobi od tri godine. Opće je prihvaćeno mišljenje da je temeljni rodni identitet čvrsto oblikovan do treće godine. U tom trenutku djeca mogu dati jasne izjave o svom rodu i imaju tendenciju birati aktivnosti i igračke koje se smatraju prikladnima za njihov rod (poput lutki za djevojčice, alata za dječake), iako još uvijek ne razumiju u potpunosti implikacije roda. Nakon treće godine, temeljni rodni identitet izuzetno je teško promijeniti a pokušaji mijenjanja mogu rezultirati rodnom disforijom. Potvrđivanje rodnog identiteta proteže se od četvrte do šeste godine života i nastavlja se u mladoj odrasloj dobi.
Martin i Rubletaj razvojni proces konceptualiziraju u tri faze: (1) bebe i djeca predškolskog uzrasta uče o definiranim karakteristikama, a to su socijalizirani aspekti roda; (2) oko dobi od 5-7 godina identitet se konsolidira i postaje krut; (3) nakon ovog "vrhunca krutosti", fluidnost se vraća i društveno definirane rodne uloge donekle se opuštaju. Barbara Newmann dijeli ga na četiri dijela: (1) razumijevanje koncepta roda, (2) učenje standarda i stereotipa o rodnoj ulozi, (3) identificiranje s roditeljima i (4) formiranje rodnih preferencija.
Prema agencijama UN-a, rasprave o sveobuhvatnom seksualnom obrazovanju jačaju interes za pitanja roda i rodnog identiteta.

## Čimbenici koji utječu na formiranje

### Priroda i odgoj
Iako formiranje rodnog identiteta nije do kraja shvaćeno, sugerira se da mnogi čimbenici utječu na njegov razvoj. Osobito je upitno u kojoj je to rodni identitet određen socijalizacijom (čimbenici okoliša) nasuprot urođenim (biološkim) čimbenicima, što je trajna rasprava u psihologiji, poznata kao "priroda vs odgoj". Smatra se da oba čimbenika igraju ulogu. Biološki čimbenici koji utječu na rodni identitet uključuju pre- i postnatalnu razinu hormona. Iako genetski faktor utječe i na rodni identitet, ne određuje ga u potpunosti.
Društveni faktori koji mogu utjecati na rodni identitet uključuju ideje o rodnim ulogama koje prenose obitelj, autoriteti, masovni mediji i drugi utjecajni ljudi u djetetovom životu. Kada djecu odgajaju osobe koje se pridržavaju strogih rodnih uloga, vjerojatnije je da će se ponašati na isti način, poklapajući svoj rodni identitet s odgovarajućim stereotipnim rodnim obrascima. Jezik također igra ulogu: djeca, dok uče jezik, uče odvajati muške i ženske karakteristike i podsvjesno prilagođavaju vlastito ponašanje tim unaprijed određenim ulogama. Teorija društvenog učenja postavlja da djeca razvijaju svoj rodni identitet promatrajući i oponašajući rodno povezana ponašanja, a zatim bivaju nagrađena ili kažnjena za takvo ponašanje. Ljudi koji okružuju djecu oblikuju njihovo ponašanje na način da ih djeca pokušavaju oponašati i slijediti.
John Money bio je ključan u ranim istraživanjima rodnog identiteta, iako je koristio izraz rodna uloga. Nije se složio s prethodnom školom mišljenja da je spol određen isključivo biologijom. Tvrdio je da se dojenčad rađaju prazna i da bi roditelj mogao odlučiti o spolu svoje bebe. Prema mišljenju Moneya, ako bi roditelj odgajao svoje dijete kao suprotni spol, dijete bi vjerovalo da je rođeno u tom spolu i postupalo u skladu s tim. Money je vjerovao da odgoj može nadvladati prirodu.
Poznati primjer u raspravi o prirodi i njegovanju slučaj je Davida Reimera, inače poznatog kao "John/Joan". Kao beba, Reimer je prošao kroz neispravno obrezivanje, izgubivši muške genitalije. Psiholog John Money uvjerio je Reimerove roditelje da ga odgajaju kao djevojčicu. Reimer je odrastao kao djevojčica, odijevajući se u djevojačku odjeću i okružen djevojačkim igračkama, ali nije se osjećao kao djevojčica. Nakon što je pokušao izvršiti samoubojstvo u dobi od 13 godina, rečeno mu je da je rođen s muškim genitalijama, te se podvrgnuo operaciji rekonstrukcije. Taj se slučaj suprotstavlja Moneyevoj hipotezi da biologija nema nikakve veze s rodnim identitetom ili ljudskom seksualnom orijentacijom.
Jedna od kritika slučaja Reimer jest da je Reimer izgubio penis u dobi od osam mjeseci i podvrgnut je operaciji promjene spola sa sedamnaest mjeseci, što je možda značilo da je Reimer već bio socijaliziran kao dječak. Bradley i sur. (1998.) izvještavaju o kontrastnom slučaju 26-godišnje žene s XY kromosomima koji je izgubila penis, te se podvrgnuta operaciji promjene spola između dva i sedam mjeseci starosti (znatno ranije od Reimera). Njeni su je roditelji također odgajali dijete kao djevojčicu, ali upornije od Reimerovih roditelja i ona je ostala ženom u odrasloj dobi. Izjavila je da je tijekom djetinjstva uživala u stereotipno muškim igračkama i interesima, iako su joj prijateljice iz djetinjstva bile djevojčice. Dok je bila biseksualna, imala je veze i s muškarcima i sa ženama, smatrala je da su žene seksualno privlačnije i o njima je više maštala. Njezin posao u vrijeme studija bilo je zanimanje kojim su se bavili gotovo isključivo muškarci. Griet Vandermassen tvrdi da, budući da su ovo jedina dva slučaja koja su dokumentirana u znanstvenoj literaturi, to otežava donošenje bilo kakvih čvrstih zaključaka o podrijetlu rodnog identiteta, posebno s obzirom na to da su dva slučaja došla do različitih zaključaka. Međutim, Vandermassen također tvrdi da transrodne osobe podržavaju ideju rodnog identiteta kao biološki ukorijenjenog, jer se ne identificiraju sa svojim anatomskim spolom, unatoč odgoju i ojačanom ponašanju u skladu sa svojim anatomskim spolom.
Većina se znanstvenika nije usudila kritizirati Moneyovu teoriju, koja je navelike podržana od feminističkog i LGBT pokreta, putem mreže rodnih studija na mnogim sveučilištima. Milton Diamond bio je jedan od rijetkih znanstvenika koji su otvoreno izlagali neslaganje s Moneyem i usprotivili se njegovom argumentu. Diamond je pridonio istraživanjima na trudnim štakorima koja su pokazala da hormoni igraju glavnu ulogu u ponašanju različitih spolova. Istraživači u laboratoriju ubrizgavao je trudnom štakoru testosteron, koji bi potom pronašao put do djetetova krvotoka. Rođene ženke imale su genitalije koje su izgledale poput muških genitalija. Ženke u leglu također su se ponašale poput mužjaka štakora, pa bi čak pokušavale spolno općiti s drugim ženkama štakora, dokazujući da je biologija igrala glavnu ulogu u ponašanju životinja.
Jedno istraživanje Reinera i suradnika proučavalo je četrnaest genetskih muškaraca koji su pretrpjeli kloakalnu ekstrofiju kod rođenja, te su potom odgojeni kao djevojčice. Šestero ih je kasnije promijenilo svoj rodni identitet u muški, pet od tih četrnaest osoba se opredijelilo ostati u ženskom spolu u kojemu su odgajane, a troje je imalo dvosmislen rodni identitet (iako su dvoje od njih izjavili da su muškarci). Svi su ispitanici imali umjerene do izražene interese i stavove koji se podudaraju sa stavovima bioloških muškaraca. Druga studija, rađena na temelju podataka iz različitih slučajeva od 1970-ih do početka 2000-ih (uključujući Reiner i suradnike), promatrala je muškarce odgojene kao žene zbog raznih razvojnih poremećaja (ageneza penisa, ekstrofija kloake ili ablacija penisa). Otkrilo je da 78% muškaraca koji su odrasli kao žene žive kao žene. Manjina onih koji su odgojeni kao žene kasnije je prešla na muški rod. Međutim, niti jedan muškarac odgojen kao muškarac nije promijenio svoj rodni identitet. Oni koji još uvijek žive kao žene i dalje su pokazali izraženu maskulinizaciju spolnog ponašanja i oni dovoljno stari da mogu prijaviti seksualnu privlačnost prema ženama. Autori iz te studije oprezno donose zaključke zbog brojnih metodoloških problema koji su predstavljali ozbiljan problem u studijama ove prirode. Rebelo i suradnici tvrde da ukupni dokazi sugeriraju da rodni identitet nije u potpunosti određen odgojem u djetinjstvu niti u potpunosti biološkim čimbenicima.

### Biološki čimbenici
Nekoliko prenatalnih bioloških čimbenika, uključujući gene i hormone, mogu utjecati na rodni identitet. Procjena rodnog identiteta oslanja se isključivo na svjedočenje. Nijedno objektivno mjerenje ili ispitivanje ljudskog tijela ne može se koristiti za dokazivanje ili opovrgavanje rodnog identiteta.

#### Interseksualne osobe
Istraživanje znanstvene literature iz perioda 1955. – 2000. sugerira da više od 1% osoba može imati neke interspolne karakteristike. Interseksualna osoba ili životinja je ona koja posjeduje bilo koju od nekoliko varijacija spolnih karakteristika, uključujući kromosome, gonade, spolne hormone ili genitalije koje, prema UN-ovom Uredu visokog povjerenika za ljudska prava, "ne odgovaraju tipičnim binarnim predodžbama muških ili ženskih tijela". Interspolna varijacija može zakomplicirati početno dodjeljivanje spola i taj odabir ne mora biti u skladu s djetetovim budućim rodnim identitetom. Pojačanje dodjele spola kirurškim i hormonalnim sredstvima može kršiti prava pojedinca.
Studija iz 2005. o rezultatima rodnog identiteta 46,XY osoba s agenezom penisa, kloakalnom ekstrofijom mjehura ili ablacijom penisa, odgojenih kao žene, otkrila je da 78% ispitanika živi kao žena, za razliku od 22% koji su odlučili inicirati promjenu spola u muškarca u skladu s njihovim genetskim spolom. Studija zaključuje: "Nalazi jasno ukazuju na povećani rizik od kasnijeg premještanja roda na muškarca nakon što je osobi pri rođenju ili u ranom djetinjstvu dodijeljen ženski spol, ali su ipak nespojivi s pojmom potpunog određivanja osnovnog rodnog identiteta od strane prenatalnih androgena."
Izučavajući pitanje seksualne orijentacije, konstatiraju Bailey i dr. 2016. da se kod svih 5 dobro prostudiranih slučajeva dječaka kojima je povodom kloakalne ekstrofije po rođenju određeno da će ubuduće biti tretirani i odgajani kao djevojčice, može konstatirati da oni kasnije u životu izražavaju da ih žene snažno seksualno privlače.
Klinički pregled iz 2012. godine otkrio je da je između 8,5% i 20% ljudi s interseksualnim varijacijama doživjelo rodnu disforiju. Sociološka istraživanja u Australiji, zemlji s trećom spolnom klasifikacijom 'X', pokazuju da je 19% ljudi rođenih s atipičnim spolnim karakteristikama odabralo opciju "X" ili "drugu", dok su 52% žene, 23% muškarci i 6 % nesigurno. Po rođenju, 52% osoba u istraživanju dodijeljeno je ženskom, a 41% muškom.
Studija Reiner & Gearhart pruža uvid u ono što se može dogoditi kada se genetski muškom djetetu s kolakalnom eksstrofijom dodijeli ženski spol i odrasta kao djevojčica, navodi se u „optimalnoj rodnoj politici” koji je razvio John Money: u uzorku od 14 djece, praćenje u dobi od 5 do 12 godina pokazalo je da se njih 8 identificiralo kao dječaci, a svi ispitanici imali su barem umjereno tipične muške stavove i interese, pružajući potporu argumentu da genetski varijable utječu na rodni identitet i ponašanje neovisno o socijalizaciji.

#### Transrodnost i transseksualnost
Neke su studije istraživale postoji li veza između bioloških varijabli i transrodnog ili transseksualnog identiteta. Nekoliko je studija pokazalo da su spolno-dimorfne moždane strukture kod transseksualaca pomaknute s onoga što je povezano s njihovim rođenim spolom i prema onome što je povezano s njihovim preferiranim spolom. Pretpostavlja se da je volumen središnje podjele jezgre stria terminalis ili BSTc (sastojak bazalnih ganglija mozga na koji utječu prenatalni androgeni) transseksualnih žena sličan ženskom i različit od muškog, ali veza između volumena BSTc i rodnog identiteta još uvijek nije jasna. Slične razlike u strukturi mozga primijećene su između homoseksualnih i heteroseksualnih muškaraca te između lezbijki i heteroseksualnih žena. Druga studija sugerira da transseksualnost može imati genetsku komponentu.>
Istraživanja sugeriraju da isti hormoni koji potiču diferencijaciju spolnih organa u maternici također izazivaju pubertet i utječu na razvoj rodnog identiteta. Različite količine ovih muških ili ženskih spolnih hormona unutar osobe mogu rezultirati ponašanjem i vanjskim genitalijama koje se ne podudaraju s normom njihova spola dodijeljenim pri rođenju, te osobom koja djeluje i izgleda poput svog identificiranog roda.

### Društveni i okolišni čimbenici
Sociolozi su skloni pretpostavci da rodni identitet proizlazi iz društvenih čimbenika. Godine 1955. John Money je sugerirao da je rodni identitet ovisan o tome je li dijete odgajano kao muško ili žensko u ranom djetinjstvu. Njegova hipoteza od tada opovrgnuta, ali znanstvenici su nastavili proučavati učinak socijalnih čimbenika na formiranje rodnog identiteta. U šezdesetim i sedamdesetim godinama 20. stoljeća, čimbenici kao što su odsutnost oca, majčina želja za kćeri ili obrasci pojačanja roditelja predloženi su kao utjecaji; novije teorije koje sugeriraju da bi roditeljska psihopatologija mogla djelomično utjecati na stvaranje rodnog identiteta dobile su samo minimalne empirijske dokaze, s člankom iz 2004. godine koji napominje da "nedostaju čvrsti dokazi o važnosti postnatalnih socijalnih čimbenika." Istraživanje iz 2008. godine pokazalo je da roditelji rodno-disforične djece ne pokazuju znakove psihopatoloških problema osim blage depresije kod majki.
Sugerira se da stavovi djetetovih roditelja mogu utjecati na spolni identitet djeteta, iako su dokazi minimalni.

#### Roditeljska uspostava rodnih uloga
Roditelji koji ne podržavaju neskladnost roda vjerojatnije će imati djecu s čvršćim i strožim pogledima na rodni identitet i rodne uloge.Novija literatura sugerira trend prema manje dobro definiranim rodnim ulogama i identitetima, jer studije roditeljskog kodiranja igračaka kao muškog, ženskog ili neutralnog ukazuju na to da roditelji sve češće kodiraju kuhinje, a u nekim slučajevima i lutke kao neutralne, a ne isključivo ženske. Međutim, Emily Kane otkrila je da su mnogi roditelji i dalje pokazivali negativne odgovore na stavke, aktivnosti ili atribute koji su se smatrali ženskim, poput domaćih vještina, njege i empatije. Istraživanje je pokazalo da mnogi roditelji pokušavaju definirati rod svojim sinovima na način da ih udaljavaju od ženstvenosti a Kane je izjavio da "rad na održavanju roditeljskih granica evidentan za sinove predstavlja ključnu prepreku koja ograničava mogućnosti dječaka, odvajajući dječake od djevojke, obezvrijeđujući aktivnosti označene kao ženske i za dječake i za djevojčice, i na taj način jačajući rodnu nejednakost i heteronormativnost."
Mnogi roditelji formiraju rodna očekivanja za svoje dijete prije nego što se ono uopće rodi, nakon što djetetov spol utvrde tehnologijom poput ultrazvuka. Dijete se tako rađa s rodno specifičnim imenom, igrama, pa čak i ambicijama. Jednom kada se utvrdi spol djeteta, većina djece odgaja se u skladu s tim da bude muškarac ili žena, uklapajući se u mušku ili žensku rodnu ulogu koju dijelom definiraju roditelji.
Kad se razmatra socijalna klasa roditelja, obitelji nižeg staleža obično imaju tradicionalne rodne uloge, gdje otac radi, a majka, koja možda radi samo iz financijske potrebe, još uvijek brine o kućanstvu. Međutim, "profesionalni" parovi srednje klase obično pregovaraju o podjeli rada i zauzimaju egalitarnu ideologiju. Ovi različiti pogledi djeteta na rod mogu oblikovati djetetovo razumijevanje spola, kao i djetetov razvoj spola.
Unutar studije koju je provela Hillary Halpern pretpostavljeno je i dokazano je da su roditeljsko ponašanje, a ne roditeljska uvjerenja, u vezi s rodom bolji prediktori za djetetov stav o spolu. Zaključeno je da je ponašanje majke posebno utjecalo na djetetove pretpostavke o vlastitom spolu djeteta. Na primjer, kod majki koje su se tradicionalnije ponašale u blizini svoje djece, sinovi su pokazivali manje stereotipa o muškim ulogama, dok su kćeri pokazivala više stereotipa o ženskim ulogama. Nije pronađena povezanost između ponašanja oca i znanja njegove djece o stereotipima vlastitog spola. Zaključeno je, međutim, da su očevi koji su vjerovali u jednakost među spolovima imali djecu, posebno sinove, koji su pokazivali manje predrasuda svog suprotnog spola.

## Rodne varijacije i neusklađenost
Rodni identitet može dovesti do sigurnosnih problema kod pojedinaca koji se ne uklapaju u binarni svijet oko njih. U nekim slučajevima, rodni identitet osobe nije u skladu s njezinim biološkim spolnim karakteristikama (genitalije i sekundarne spolne karakteristike), što rezultira odijevanjem i/ili ponašanjem pojedinaca na način koji drugi smatraju van kulturnih rodnih normi. Ovi se rodni izrazi mogu opisati kao rodna varijanta, transrodnost ili queer (ili nebinarni) (rječnik za one koji se suprotstavljaju tradicionalnom rodnom identitetu je u nastajanju), a osobe koje imaju takve izraze mogu doživjeti rodnu disforiju (tradicionalno nazvana poremećaj rodnog identiteta). Jezik i rodne zamjenice prije, tijekom i nakon tranzicije često utječu na transrodne osobe.
Posljednjih desetljeća postalo je moguće kirurški preusmjeriti spol. Neki ljudi koji imaju rodnu disforiju traže takvu medicinsku intervenciju kako bi njihov fiziološki spol odgovarao njihovom rodnom identitetu; drugi zadržavaju genitalije s kojima su rođeni (vidi transseksualne iz nekih mogućih razloga), ali prihvaćaju rodnu ulogu koja je u skladu s njihovim rodnim identitetom.

## Povijest i definicije

### Definicije
Pojmovi rodni identitet i temeljni rodni identitet prvi su se put upotrijebili sa svojim trenutnim značenjem - nečije osobno iskustvo vlastitog spola - nekada 1960-ih. Do danas se obično koriste u tom smislu, iako nekoliko znanstvenika taj izraz dodatno koristi za označavanje kategorija seksualne orijentacije i seksualnog identiteta homoseksualaca, lezbijki i biseksualaca.

### Rana medicinska literatura
U medicinskoj literaturi s kraja 19. stoljeća, žene koje su se odlučile ne prilagoditi svojim očekivanim rodnim ulogama nazivale su se "invertkinjama", a prikazivali su ih kao da ih zanima znanje i učenje i da "ne vole, a ponekad su i nesposobnet za ručni rad". Sredinom 1900-ih liječnici su se zalagali za korektivnu terapiju takvih žena i djece, što je značilo da će se rodna ponašanja koja nisu bila dio norme kazniti i promijeniti. Cilj ove terapije bio je vratiti djecu na njihove "ispravne" rodne uloge i time ograničiti broj djece koja su postala transrodna.

### Freudova i Jungova stajališta
1905. godine Sigmund Freud predstavio je svoju teoriju psihoseksualnog razvoja u Tri eseja o teoriji seksualnosti, dajući dokaze da u pregenitalnoj fazi djeca ne razlikuju spolove, ali pretpostavljaju da oba roditelja imaju iste genitalije i reproduktivne moći. Na toj je osnovi tvrdio da je biseksualnost izvorna seksualna orijentacija i da je heteroseksualnost rezultirala represijom tijekom faličke faze, kada je rodni identitet postao utvrdiv. Prema Freudu, tijekom ove faze djeca razvijaju Edipov kompleks u kojem imaju seksualne maštarije vezane za roditelja kojem pripisuju suprotni spol i mržnju prema roditelju kojem pripisuju isti spol, a ta se mržnja transformirala u (nesvjesno) prenošenje i (svjesno) poistovjećivanje s omraženim roditeljom koji daje primjer za smirivanje seksualnih nagona i prijeti da će kastrirati djetetovu moć da smiri seksualne nagone. 1913. Carl Jung predložio je Elektrin kompleks jer je oboje vjerovao da biseksualnost ne leži u podrijetlu psihičkog života i da Freud nije dao odgovarajući opis ženskom djetetu (Freud je odbacio ovaj prijedlog).

### 1950-ih i 1960-ih
Tijekom 1950-ih i 60-ih psiholozi su počeli proučavati razvoj spolova kod male djece, djelomično u pokušaju da shvate podrijetlo homoseksualnosti (koja se u to vrijeme smatrala mentalnim poremećajem). 1958. godine u Medicinski centar UCLA uspostavljen je projekt istraživanja rodnog identiteta za proučavanje interspolnih i transseksualnih osoba. Psihoanalitičar Robert Stoller generalizirao je mnoga otkrića projekta u svojoj knjizi Sex and Gender: On the Development of Masculinity and Femininity (1968). Također je zaslužan za uvođenje pojma rodnog identiteta na Međunarodnom psihoanalitičkom kongresu u Stockholmu Švedskoj 1963. godine. Bihevioralni psiholog John Money također je imao ključnu ulogu u razvoju ranih teorija rodnog identiteta. Njegov rad na Klinici za rodni identitet Medicinske škole Johns Hopkins (osnovana 1965) popularizirao je interakcionističku teoriju rodnog identiteta, sugerirajući da je, do određene dobi, rodni identitet relativno fluidan. Njegova knjiga Muškarac i žena, dječak i djevojčica (1972.) postala je naširoko korištena kao udžbenik na fakultetu, iako su mnoge njegove ideje od tada osporavane.

### Butlerovi stavovi
Krajem 1980-ih, Judith Butler započela je s redovitim predavanjima na temu rodnog identiteta, a 1990. je objavila Gender Trouble: Feminism and Subversion of Identity, uvodeći koncept rodne performativnosti i tvrdeći da su i spol i rod konstruirani.

## Današnji pogledi

### Medicina
Transrodne osobe ponekad žele na fizičku operaciju kako bi preoblikovale svoje primarne spolne karakteristike, sekundarne karakteristike ili oboje, jer smatraju da će im biti ugodnije s različitim genitalijama. To može uključivati uklanjanje penisa, testisa ili dojki ili oblikovanje penisa, rodnice ili dojki. U prošlosti se operacija dodjele spola izvodila na dojenčadi koja su rođena s dvosmislenim genitalijama. Međutim, trenutno medicinsko mišljenje oštro je protiv ovog postupka, jer su mnoge odrasle osobe požalile što su te odluke donesene za njih pri rođenju. Danas se operacija promjene spola izvodi na ljudima koji se odluče na tu promjenu kako bi njihov anatomski spol odgovarao njihovom rodnom identitetu.
U Sjedinjenim Državama, prema Zakonu o pristupačnoj njezi, odlučeno je da će burze zdravstvenog osiguranja imati mogućnost prikupljanja demografskih podataka o rodnom identitetu i seksualnom identitetu putem neobaveznih pitanja, kako bi pomogli kreatorima politika da bolje prepoznaju potrebe LGBT zajednice.

### Rodna disforija i poremećaj rodnog identiteta
Rodna disforija (prethodno nazvana poremećajem rodnog identiteta ili GID u DSM-u) formalna je dijagnoza ljudî koji imaju značajnu disforiju (nezadovoljstvo) spolom koji im je dodijeljen pri rođenju i/ili rodnim ulogama povezanim s tim spolom: U poremećaju rodnog identiteta postoji nesklad između natalnog spola nečijih vanjskih genitalija i mozga koji kodira nečiji rod kao muški ili ženski. Dijagnostički i statistički priručnik za mentalne poremećaje (302,85) ima pet kriterija koji moraju biti zadovoljeni prije postavljanja dijagnoze poremećaja rodnog identiteta, a poremećaj je dalje podijeljen na određene dijagnoze na temelju dobi, na primjer poremećaj rodnog identiteta u djece (za djecu koja imaju rodnu disforiju).
Koncept rodnog identiteta pojavio se u Dijagnostičkom i statističkom priručniku za mentalne poremećaje u svom trećem izdanju, DSM-III (1980), u obliku dvije psihijatrijske dijagnoze rodne disforije: poremećaj rodnog identiteta u djetinjstvu (GIDC) i transseksualizam ( za adolescente i odrasle). Revizija priručnika iz 1987., DSM-III-R, dodala je treću dijagnozu: poremećaj rodnog identiteta u adolescenciji i odrasloj dobi, netransseksualni tip. Ova posljednja dijagnoza uklonjena je u naknadnoj reviziji, DSM-IV (1994), koja je također srušila GIDC i transseksualizam u novu dijagnozu poremećaja rodnog identiteta. 2013. godine DSM-5 preimenovao je dijagnozu rodna disforija i revidirao njezinu definiciju.
Autori akademskog rada iz 2005. godine doveli su u pitanje klasifikaciju problema rodnog identiteta kao mentalnog poremećaja, pretpostavljajući da su određene revizije DSM-a mogle biti izvršene na principu "osvete" kada su određene skupine forsirale uklanjanje homoseksualnosti kao poremećaja. Ovo je i dalje kontroverzno, iako se velika većina današnjih stručnjaka za mentalno zdravlje slijedi i slaže s trenutnom DSM klasifikacijom.

### Međunarodni zakon vezani za ljudskih prava
Načela iz Yogyakarte, dokument o primjeni međunarodnog zakona o ljudskim pravima, u preambuli daju definiciju rodnog identiteta kao duboko proživljeno unutarnje i individualno iskustvo roda svake osobe, koje može ili ne mora odgovarati spolu dodijeljenom pri rođenju, uključujući osobni tjelesni osjećaj  (što može uključivati, ako se slobodno odabere, promjenu tjelesnog izgleda ili funkcije medicinskim, kirurškim ili drugim sredstvima) i drugo rodno iskustvo, uključujući odijevanje, govor i manire. Načelo 3 kaže da je "Samo-definirani [...] rodni identitet svake osobe sastavni dio njihove osobnosti i jedan je od najosnovnijih aspekata samoodređenja, dostojanstva i slobode. Nitko neće biti prisiljen podvrgavati se medicinskim postupcima, uključujući operaciju promjene spola, sterilizaciju ili hormonalnu terapiju, kao uvjet za pravno priznavanje svog rodnog identiteta." i Princip 18 kaže da" bez obzira na bilo koju suprotnu klasifikaciju, seksualna orijentacija i rodni identitet sami po sebi nisu zdravstvena stanja i ne smiju se liječiti, izliječiti ili suzbiti." U vezi s ovim načelom, "Pravne napomene uz načela iz Yogyakarte" primijetile su da se "Rodni identitet koji se razlikuje od identiteta dodijeljenog rođenjem ili društveno odbačeno rodno izražavanje tretiraju kao oblik mentalne bolesti. Patologizacija razlika dovela je do toga da su spolno transgresivna djeca i adolescenti zatvoreni u psihijatrijske ustanove i podvrgnuti tehnikama odbojnosti - uključujući terapiju elektrošokovima - kao 'lijek'." "Načela iz Yogyakarte na djelu" kažu "važno je napomenuti da, iako je 'seksualna orijentacija' u mnogim zemljama deklasificirana kao mentalna bolest, 'rodni identitet' ili 'poremećaj rodnog identiteta' često ostaje u razmatranju." Ti su principi utjecali na UN-ovu deklaraciju o seksualnoj orijentaciji i rodnom identitetu. Godine 2015. rodni identitet bio je dio predmeta Vrhovnog suda u Sjedinjenim Državama pod nazivom Obergefell protiv Hodgesa u kojem brak više nije bio ograničen između muškarca i žene.

### Filozofija
Kathleen Stock napisala je da je, budući da se rodni identitet temelji na osjećajima osobe, odvojen i od spola osobe i od njezinog roda (u socijalno konstruiranom smislu). Stock također tvrdi da, budući da se pojam rodnog identiteta rijetko pojavljuje izvan konteksta rodne disforije, "činilo bi se lažnim reći da ga svi imaju".

## Nebinarni rodni identiteti
Neki ljudi i neka društva ne konstruiraju rod kao binarnu strukturu u kojoj su svi ili dječak ili djevojčica, ili muškarci ili žene. Ljudi izvan te binarne podjele nisu binarne ili su genderqueer. Neke kulture imaju specifične rodne uloge koje se razlikuju od muškarca i žene. Njih se često naziva trećim rodom.

### Fa'afafine
U samoanskoj kulturi ili Fa'a Samoa, fa'afafine se smatraju trećim spolom. Anatomski su muškarci, ali odijevaju se i ponašaju na način koji se smatra tipično ženstvenim. Prema Tamasailau Sua'ali'iju, fa'afafine u Samoi često se često fiziološki ne mogu razmnožavati. Fa'afafine su prihvaćeni kao prirodni spol, na njih se ne gleda s prezirom niti ih se diskriminira. Fa'afafine također pojačavaju svoju ženstvenost činjenicom da ih privlače i dobivaju seksualnu pažnju od heteroseksualnih muškaraca. U početku su identificirani i općenito su i dalje identificirani s obzirom na radne sklonosti, jer obavljaju tipično ženske kućanske zadatke. Samoanski premijer pokrovitelj je udruge Samoa Fa'afafine. U doslovnom prijevodu fa'afafine znači "u maniri žene".

### Hidžre
U nekim kulturama Azije, hidžre se obično smatra ni muškarcem ni ženom. Većina su anatomski muški ili interseksualni, ali neki su anatomski ženski.  Hidžra čini treću rodnu ulogu, iako ne uživaju isto prihvaćanje i poštovanje kao muškarci i žene u svojim kulturama. Mogu voditi vlastita kućanstva, a zanimanja su im pjevanje i plesanje, radeći kao kuhari ili poslužiteljice, ponekad prostitutke ili dugoročni seksualni partneri s muškarcima. Hidžre se mogu usporediti s transvestitima ili drag kraljicama suvremene zapadne kulture.

### Kanit
Kanit je prihvaćeni treći rod u Omanu. Haniti su muške homoseksualne prostitutke čija je odjeća muška, odijevajući pastelnim bojama (umjesto bijele, koju nose muškarci), ali njihov manir je ženski. Khanith se može družiti sa ženama, a one to često čine na vjenčanjima ili drugim službenim događajima. Khanithi imaju svoja kućanstva koja obavljaju sve zadatke (i muške i ženske). Međutim, slično muškarcima u njihovom društvu, kaniti se mogu vjenčati sa ženama, dokazujući svoju muškost konzumiranjem braka. Ako se dogodi razvod ili smrt, ti muškarci mogu se vratiti na svoj status kanita na sljedećem vjenčanju.

### Dvodusi
Mnoge sjevernoameričke indijanske kulture imale su više od dvije rodne uloge. Oni koji pripadaju dodatnim spolnim kategorijama, osim cisrodnih muškaraca i žena, sada se često zajednički nazivaju "dvoglasni" ili "dvoglavi". Postoje dijelovi zajednice koji "dvojaki duh" uzimaju kao kategoriju nad samim identitetom, preferirajući se poistovjetiti s kulturom ili rodnim terminima specifičnim za naciju.

## Poveznice
- Seksualna orijentacija
- Identificiranje (psihologija)
- Queer studije
- Teorija queera
- Spol i rod
- Seksizam
- Socijalna konstrukcija roda
- Uranizam
- Neuroznanost spolnih razlika

## Vanjske poveznice
- "Gender identity." Encyclopædia Britannica Online
- Dr. Money And The Boy With No Penis
- International Foundation for Gender Education
- National Center for Transgender Equality
- National Transgender Advocacy Coalition
- Gender PAC
- Gender Spectrum
- Transgender Law Center
- Gender Issues – Human Rights
- Human Rights Campaign Foundation, Transgender Resources for the Workplace
- World Professional Association for Transgender Health
- Genderology Directory Project, International listing of service providers for those affected by GID
- Gender Identity Research and Education Society (GIRES), British Charity encouraging and reporting on research into gender variance
- Gender Anarchy Project
- TransFemmeButch A forum and discussion board for trans men, femmes, and butches
- Born Free and Equal – Sexual orientation and gender identity in international human rights law (OHCHR)